# 1144
1144 (MCXLIV) a fost un an bisect al calendarului iulian.

## Evenimente
- 19 ianuarie: Geoffroi Plantagenet, conte de Anjou și Maine, ocupă Rouen, în Normandia.
- 20 ianuarie: Geoffroi Plantagenet se înscăunează ca duce de Normandia, care trece sub controlul angevinilor.
- 4 august: Revoltat împotriva almoravizilor, Ibn Qasi ocupă Mertola, în Algarve.
- 2 octombrie: Este întemeiat orașul Montauban, în Franța, de către contele Alphonse Jourdain.
- 28 noiembrie: Emirul de Mosul, Zengi, începe asediul asupra cruciaților din Edessa (astăzi, Urfa).
- 23 decembrie: Atabegul de Mosul, Zengi, reușește să cucerească de la cruciați Edessa; evenimentul va constitui motivul organizării Cruciadei a doua.

### Nedatate
- octombrie: O înțelegere între papa Lucis al II-lea și regele Roger al II-lea al Siciliei, prin care se fixează definitiv frontierele a ceea ce mai târziu va deveni Regatul celor Două Sicilii.
- Împăratul Manuel I Comnen îl readuce pe principele de Antiohia, Raymond de Poitiers, sub influența bizantină.
- Încercare nereușită a bizantinilor de a recupera Malta.
- Odată cu moartea mercenarului catalan Reverter, angajat să lupte pentru almoravizi, almohazii nu mai au niciun obstacol în a cuceri Maghrid al-Aqsa (Maroc).
- Prima menționare atestată a orașului Ljubljana, în Slovenia.
- Regele Ludovic al VII-lea al Franței obține absolvirea din partea papei Celestin al II-lea.
- Revoltați împotriva papalității, locuitorii din Roma își aleg un senat propriu.
- Se mărește numărul de colonii ale cistercienilor în Suedia (Scania, Gotland) și în Pomerania, prin activitatea lui Eskil, arhiepiscop de Lund.

## Arte, Știință, Literatură și Filozofie
- Este consacrată prima boltă gotică de dimensiuni vaste, cea din Saint-Denis, în prezența regelui Ludovic al VII-lea al Franței și a reginei Eleanor de Aquitania.

## Înscăunări
- 12 martie: Papa Lucius al II-lea (n. Gherardo Caccianemici dall'Orso), (1144-1145)

## Nașteri
- Bohemund al III-lea, principe de Antiohia (d. 1201).
- Frederic al IV-lea, duce de Suabia (d. 1167).

## Decese
- 8 martie: Papa Celestin al II-lea (n. ?)
- 10 octombrie: Alphonse de Hauteville, fiul regelui Roger al II-lea al Siciliei (n. ?)
- Berengar Ramon I, conte de Provence (n. 1115).
- Matei de Edessa, istoric bizantin (n. ?)
- Reverter Guislaber de la Guardia, mercenar catalan (n. 1090).